# Kertsch (Halbinsel)
Die Halbinsel Kertsch (ukrainisch Керченський півострів, Kertschenskyj piwostriw; russisch Керченский полуостров, Kertschenskij poluostrow; krimtatarisch Keriç yarımadası) bildet den östlichsten Teil der Halbinsel Krim. Die Halbinsel trennt das Schwarze Meer vom Asowschen Meer und liegt gegenüber der Taman-Halbinsel, von der sie durch die Straße von Kertsch getrennt ist. Das westliche Ende der Halbinsel bildet der 17 km breite Isthmus von Ak-Monaj. Zudem beginnt die Arabat-Nehrung im Nordwesten der Halbinsel Kertsch. Der nördlichste Punkt der Halbinsel ist das unter Naturschutz stehende Kap Kasantyp.

## Verwaltung
Die Halbinsel ist dem Rajon Lenine zugehörig, dem flächenmäßig größten Rajon der Krim. Die restliche Fläche gehört zur Stadt Kertsch, die als größte Stadt der Halbinsel einen eigenen Stadtkreis bildet. Beide Verwaltungseinheiten umfassen zusammengenommen eine Fläche von 3.027 km² und haben 220.852 Einwohner (Stand: 1. Januar 2006). In Ost-West-Richtung ist die Halbinsel etwa 90 km lang, ihre größte Breite beträgt etwa 52 km. Weitere bedeutsame Ortschaften neben Kertsch sind die Stadt Schtscholkine und die Siedlung städtischen Typs Lenine.
Verkehrstechnisch ist die Halbinsel Kertsch durch die Fernstraße M 17 erschlossen, die von Kertsch aus über Feodossija in nordwestlicher Richtung bis auf das ukrainische Festland nach Cherson führt. Darüber hinaus existiert von Kertsch aus eine Fährverbindung nach Port Kawkas auf der Kuban-Halbinsel und seit 2018 (Straße) bzw. Dezember 2019 (Bahn) die Krim-Brücke über die Straße von Kertsch zur Taman-Halbinsel.

## Geschichte
An der Stelle der namensgebenden Stadt Kertsch befand sich das antike Pantikapaion, eine griechische Kolonialstadt, die im siebten Jahrhundert v. Chr. von Milet aus gegründet wurde und später der Sitz der Könige des Bosporanischen Reichs war. Sie wurde im vierten Jahrhundert n. Chr. von den Hunnen zerstört. Im sechsten Jahrhundert wurde hier die byzantinische Festung Bosporus errichtet. Zeitweilig herrschte hier die Handelsmacht der Venezianer und Genuesen über die von ihnen Vosporo, Bosporo oder Cerkio genannte Stadt. Im 15. Jahrhundert gehörte die Halbinsel Kertsch zum Krim-Khanat, und 1475 kam die Stadt wie die gesamte Krim unter den Einfluss des Osmanischen Reiches. Im Jahr 1774 wurden Kertsch und die Festung Jeni-Kale an das Russische Reich angeschlossen.
Im Zweiten Weltkrieg wurde die Halbinsel von der deutschen Wehrmacht besetzt. Die Rote Armee konnte sie zum Jahreswechsel 1941/42 mit der Kertsch-Feodossijaer Landungsoperation zurückerobern, nach mehreren Schlachten gelang den Deutschen im Mai 1942 beim Unternehmen Trappenjagd jedoch die erneute Besetzung. Die Rote Armee konnte dann bei der Kertsch-Eltigener Operation im November 1943 einen wichtigen Brückenkopf für die Schlacht um die Krim im Frühjahr 1944 schaffen.
Durch Beschluss des Obersten Sowjets der UdSSR am 19. Februar 1954 aus Anlass des 300. Jahrestags des Vertrags von Perejaslaw wurde das Gebiet mit der gesamten Oblast Krim am 26. April 1954 an die Ukrainische Sozialistische Sowjetrepublik (USSR) angeschlossen. Verwaltungstechnisch gehörte die Halbinsel daher nach der Auflösung der Sowjetunion zur Autonomen Republik Krim der Ukraine. Seit der völkerrechtswidrigen Annexion der Krim durch Russland übt Russland die Kontrolle über das Gebiet aus.